# تشرفيتيري
تشرفيتيري هي بلدة تقع في العاصمة روما في إيطاليا .

## السكان
في سنة 1871 بلغ عدد السكان 383 نسمة، وتطور العدد ليصل في سنة 2011 لـ 35٬207 نسمة.
يظهر هذا المخطط البياني تطور النمو السكاني لـ تشرفيتيري

## مدن متؤامة
- ألمانيا فورستينفيلدبروك، ألمانيا
- فرنسا ليفري غارغان، فرنسا
- إسبانيا المونيكار، إسبانيا